# Jankovsker-Kultur
Bei der Jankovsker-Kultur (auch Jankovskij-Kultur oder Jankovskaja-Kultur) handelt es sich um eine eisenzeitliche Kultur ganz im Osten von Sibirien in der Region Primorje, die wahrscheinlich in der ersten Hälfte des ersten Jahrtausends v. Chr. blühte. Ihre genaue chronologische Einordnung ist jedoch unsicher. Die Wirtschaftsgrundlage dieser Kultur bildeten Ackerbau und Viehzucht.
Die Jankovsker-Kultur, benannt nach dem Erstentdecker M. I. Jankovskij, war vor allem an der Küstenregion von Wladiwostok im Norden bis zur Grenze zu China im Süden verbreitet. 80 Siedlungen sind nachgewiesen, wovon ein Teil ausgegraben wurde. Sie liegen meist auf Küstenterrassen. Bei Malaja Podusecka kamen rundlich-quadratische, aber auch langrechteckige Bauten, die zum Teil in die Erde eingelassen waren, zu Tage. Es fanden sich Pfostenlöcher und Herdstellen. Bei dem Ort Peščanyj wurde ein weiteres Dorf ausgegraben. Hier kamen 13 rechteckige Häuser zum Vorschein, die auch zum Teil in den Boden eingelassen waren und dicht an dicht beieinander standen.
Tierzucht war anscheinend an beiden genannten Orten von großer Bedeutung. Etwa 90 % der gefundenen Tierknochen stammen von Haustieren, wobei etwa die Hälfte auf Schweine entfallen. Schweinezucht war also sehr wichtig, andere Tiere wie Rind, Pferd oder Schafen/Ziegen sind unter den Knochen ebenso bezeugt, kommen jedoch viel seltener vor. Etwa 30 bis 40 % der Knochen stammen von Hunden. Daneben bezeugen zahlreiche Reste von Fischen den Fischfang im Meer und in den Flüssen. Die Varianten der gefischten Arten ist auffallend groß. Kolbenhirse wurde angebaut.
Die Keramik der Jankovsker-Kultur ist vergleichbar mit der der Uril-Sidemi-Kultur im benachbarten, nördlichen Flussgebiet des Amurs. Die auf der Drehscheibe geformten Gefäße sind oft rundbäuchig mit einem ebenen Boden. Der Hals von Gefäßen kann Trichter- oder Zylinderform haben. Dekorationen sind eher einfach. Es finden sich einzelne eingeritzte Linien, aber auch Dreiecksmuster. Zu den Kleinfunden der Kultur gehören vor allem Stein- und Bronzegeräte sowie Waffen. Zu den Artefakten aus Stein gehören Dolche, Speer- und Pfeilspitzen, Beile und Meißel. Kleinere Werkzeuge sind auch aus Knochen oder Horn gearbeitet. Ein Teil der Beile, Meißel und Lanzenspitzen besteht aus Bronze. Schließlich gibt es auch Eisengeräte, wie wiederum Beile, Meißel und Messerklingen.
In der Siedlung von  Malaja Podusecka kamen 20 Bestattungen zu Tage. Die Toten lagen auf dem Rücken mit dem Kopf gegen Süden. Die Grabgruben waren oval oder rechteckig. Als Beigaben fand sich vor allem Schmuck, insbesondere Perlen und Anhänger. Als weitere Beigaben kamen auch Stein- und Tongefäße zum Vorschein.